# Província de Woleu-Ntem
Woleu-Ntem és una de les nou províncies del Gabon.
Ocupa una àrea de 38,465 km². La capital de la província és Oyem.

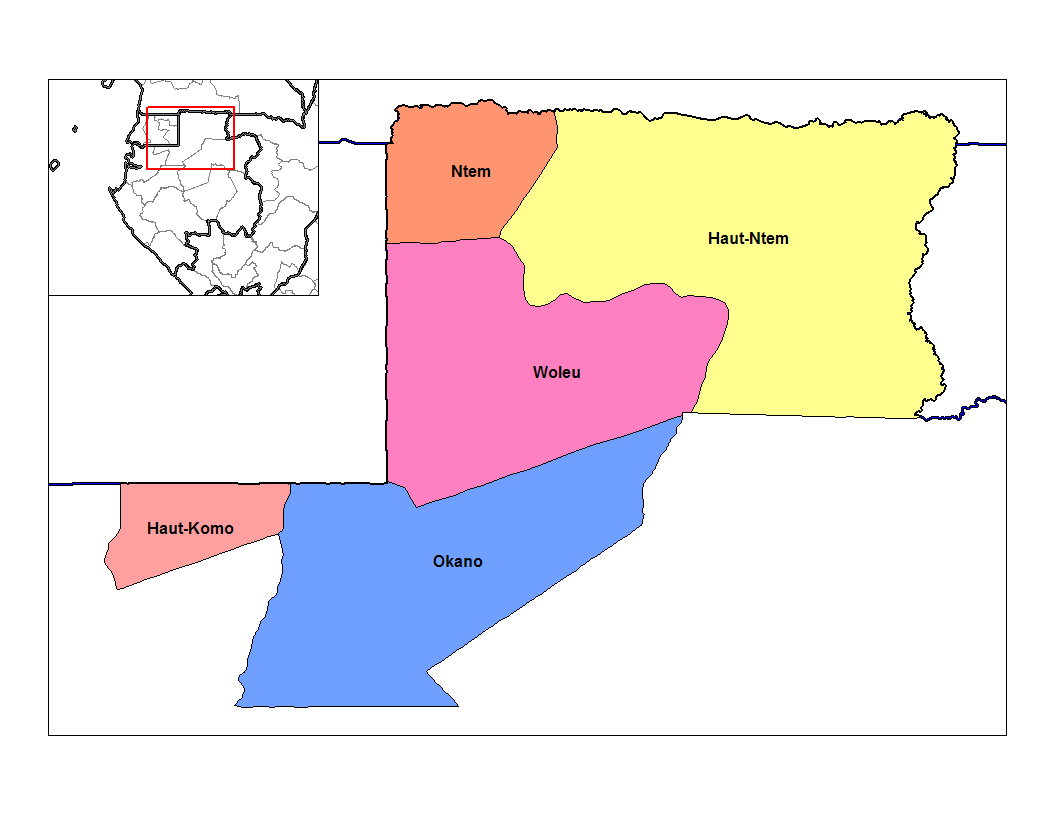
Departaments de Woleu-Ntem

## Departaments
Woleu-Ntem es divideix en 5 departaments:
- Haut-Komo (Medouneu)
- Haut-Ntem (Minvoul)
- Ntem (Bitam)
- Okano (Mitzic)
- Woleu (Oyem)